# Emma Colberti
 (avril 2017).
Si vous disposez d'ouvrages ou d'articles de référence ou si vous connaissez des sites web de qualité traitant du thème abordé ici, merci de compléter l'article en donnant les références utiles à sa vérifiabilité et en les liant à la section « Notes et références ».
Emma Colberti, née Marie-Emmanuelle Lassègue le 2 octobre 1972 à Nogent-sur-Marne (Val-de-Marne), est une comédienne française principalement connue pour son rôle de Valentine Léger dans Jamais deux sans toi...t, et de Eve Prodi dans Un si grand soleil.

## Biographie
Née le 2 octobre 1972 à Nogent-sur-Marne dans le Val-de-Marne, Emma Colberti est issue d'une famille de médecins. Son père est gynécologue-obstétricien et sa mère est sage-femme.
Elle changera de nom à 23 ans devant notaire, son nom de naissance étant  un nom adopté  par ses grands-parents paternels pendant la Seconde Guerre mondiale.
Élève au collège de l'Institut privé Montalembert puis au lycée privé Albert de Mun, elle obtient son Baccalauréat  économique et social (ES) en 1990.
C'est après avoir visionné le film Trapèze, qu'elle manifeste à ses parents, dès l'âge de 6 ans, son intention de devenir trapéziste et de faire partie du monde du cirque. Son envie dévorante pousse ses parents à l'inscrire à l'École du carré Silvia Montfort dirigée également par Gruss. Toutefois, la formation très classique aux arts circassiens ne lui permet pas d'accéder tout de suite au trapèze.
Après deux années passées à l'École sans avoir pu « s'envoler dans les airs », elle s'impatiente et décide d'abandonner à regret le trapèze au profit du théâtre.
Elle intègre alors une annexe du Cours Simon à l'âge de 9 ans.
Sa rencontre avec le théâtre et les textes classiques se poursuivra jusqu'au cours préparatoire du quai d'Anjou de l'École Florent Cours Florent. Ces trois années, qu'elle suivra scrupuleusement de ses 14 ans à ses 17 ans, l'amèneront, après avoir obtenu son baccalauréat, à entrer en première puis deuxième année des Cours Florent.
Sa formation théâtrale s'achèvera au prestigieux studio-théâtre d'Asnières dirigé par Jean-Louis Martin-Barbaraz où elle restera pendant 3 ans.
Elle est divorcée de Pierre-Anthony Allard, directeur artistique du studio Harcourt, dont elle a un fils né le 30 janvier 1993, Baptiste.

## Théâtre
- 1993 : Le Misanthrope de Molière, mise en scène Jean-Louis Martin-Barbaz
- 1993 : Le Mariage forcé de Molière, mise en scène Jean-Louis Martin-Barbaz
- 1993 : Britannicus de Jean Racine, mise en scène Jean-Louis Martin-Barbaz
- 2006 : La Guerre de Troie n'aura pas lieu de Jean Giraudoux, mise en scène Nicolas Briançon, Théâtre Silvia-Monfort
- 2009 : À voir absolument de Frédéric Tokarz, mise en scène Nicolas Lartigue, Théâtre des Mathurins
- 2018 : Betty de Carlos Bassano, mise en scène Frédéric Oudart, Théâtre du Gymnase (Paris)

## Filmographie

### Cinéma
- 1998 : Romance de Catherine Breillat : Charlotte
- 2005 : Histoires personnelles de Christian Louis-Vital
- 2007 : Marié(s) ou presque de Franck Llopis : Yvette
- 2008 : Fracassés  de Franck Llopis : Mélanie
- 2015 : On voulait tout casser de Philippe Guillard : Alice
- 2022 : Envol de Frédéric Cerulli

### Télévision

#### Téléfilms
- 1997 : Un flic presque parfait de Marc Angelo : Liliane
- 1999 : Marie-Tempête de Denis Malleval : Madeleine
- 2000 : Duettistes : Les Jeunes Proies de Marc Angelo : Lorène
- 2001 : Unité de recherche d'Eric Summer
- 2003 : Mortelle conviction de Jean-Teddy Filippe : Marie
- 2003 : Double flair de Denis Malleval
- 2004 : Baby Blues
- 2005 : Mis en bouteille au château de Marion Sarraut : Nathalie
- 2005 : Brasier d'Arnaud Sélignac : Anna Ortega
- 2014 : Un si joli mensonge d'Alain Schwarzstein : Audrey
- 2014 : Meurtres au Pays Basque de Eric Duret : Dr Annick Dureil

#### Séries télévisées
- 1992 : Premiers Baisers, épisode 46 Le Philtre d'Amour : Caroline
- 1993 : Extrême Limite, épisode 1 à 41 La Pistonnée : Lisa
- 1994 : Nestor Burma (série télévisée), saison 3, épisode 4 : Nestor Burma court la poupée de Joël Séria : Patricia
- 1995 : Nestor Burma, saison 3, épisode 6, Nestor Burma et le monstre d'Alain Schwarzstein : Ondine
- 1995 : Julie Lescaut, épisode Bizutage de Caroline Huppert : Caroline
- 1995 : Un homme à domicile, épisode 52
- 1996-1999 : Jamais deux sans toi...t écrit par Éric Assous et réalisé par Dominique Masson, Bernard Dumont, Emmanuel Fonlladosa : Valentine Léger
- 1997 : Papa revient demain, épisode Dîner de stars : Valentine Léger
- 1999 : Les Cordier, juge et flic (Série TV saison 7 - épisode 3) : Lames de fond (Estelle Willert) - réalisation : Henri Helman
- 2001 : H, saison 3, épisode 15, Une histoire de film : Cécile
- 2001 : Groupe flag, épisodes Les Roulottiers et Mac Macadam d'Éric Summer : Nathalie Dorcheva
- 2001 : Joséphine, ange gardien, saison 5 épisode La Comédie du bonheur de Dominique Baron : Sandra Ponti
- 2002 : Brigade des mineurs, épisodes Tacle gagnant, Poudre aux yeux, Mode mineur, Disparue, Anges et démons et Amour amer de Miguel Courtois : Emma Brunet
- 2002 : Les Enquêtes d'Éloïse Rome, épisode Bête fauve de Didier Le Pêcheur : Charlotte Kovac
- 2003 : Fabien Cosma, épisode En avoir ou pas de Marion Sarraut : Claire
- 2004 : Jeff et Léo, flics et jumeaux d'Étienne Dhaene et Olivier Guignard : Alice Brezinski
- 2005 : Rose et Val, épisode Duo d'enfer de Stéphane Kappes : Léa Paraube
- 2006 : Sœur Thérèse.com, épisode Péché de gourmandise d'Alain Schwarzstein : Louise Granat
- 2006 : Alice Nevers : Le juge est une femme (Série TV saison 5 - épisode 1) : Des goûts et des couleurs'  réalisé par Joyce Buñuel : Anna Muller
- 2007 : La vie devant nous, sept ans après, épisode 5, 6 et 7
- 2007 : Père et Maire : Épisode 20 : Un plus petit que soi : Sabine Vogel
- 2010 : La Nouvelle Maud (saison 1) : Maud
- 2012 : La Nouvelle Maud, l'été des rumeurs (saison 2) : Maud
- 2012 : Victoire Bonnot : Un enfant sur les bras épisode 4 : Inès
- 2012 : Famille d'accueil (saison 11) : Céline Vallier
- 2013 : Falco (saison 1, épisode 4)
- 2013 : Famille d'accueil (saison 12) : Céline Vallier
- 2014 : La Loi selon Bartoli de Laurence Katrian
- 2014 : Nina
- 2015 : Section de recherches : La règle du jeu (saison 9, épisode 10) : Florence Martel
- 2015 : Alice Nevers : Le juge est une femme : Chut (saison 13, épisode 10) : Florence Rafin
- 2016 : Joséphine, ange gardien, saison 16 épisode 79 Je ne vous oublierai jamais : Anne Maleval
- 2016 : L'Accident d'Edwin Baily : Rebecca
- depuis 2018 : Un si grand soleil : Eve Prodi